# Verbascum caudatum
Verbascum caudatum är en flenörtsväxtart som beskrevs av Josef Franz Freyn och Bornm.. Verbascum caudatum ingår i släktet kungsljus, och familjen flenörtsväxter. Inga underarter finns listade i Catalogue of Life.